# Туристский маршрут Волканик-Легаси
Туристский маршрут Волканик-Легаси (англ. Volcanic Legacy Scenic Byway; дословно — «маршрут вулканического наследия») — туристская дорога в американских штатах Калифорния и Орегон. Длина дороги составляет около 805 километров, она проходит с севера на юг вдоль Каскадных гор мимо многочисленных вулканов.

## Описание маршрута

### Орегонская часть

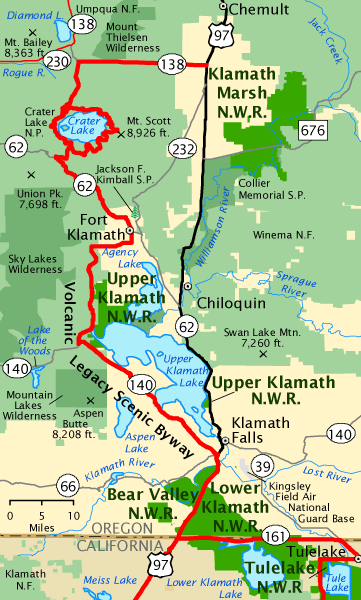
Карта орегонской части

Маршрут начинается от шоссе US 97 к югу от города Шемулт, проходит по шоссе OR 138, поворачивает на юг по шоссе OR 209 в национальный парк озера Крейтер, где оно заполняет кальдеру разрушенного вулкана Мазама. Маршрут включает дорогу Рим-Драйв вокруг озера Крейтер.
К югу от озера маршрут продолжается по шоссе OR 62, к востоку от которого находится гора Скотт, до форта Кламат, после которого поворачивает по дороге Уид-Роуд до дороги Севенмайл-Роуд, а затем на юг по Уэст-Сайд-Роуд вдоль границы национального заповедника Аппер-Кламат и озера Аппер-Кламат. Маршрут огибает с восточной стороны гору Маклафлин и переходит в шоссе OR 140 до Кламат-Фолс.
Оттуда маршрут идёт на юг, возвращаясь на шоссе US 97, проходя между национальными заповедниками Бэр-Валли и Лоуэр-Кламат до границы с Калифорнией.

Природные достопримечательности орегонской части
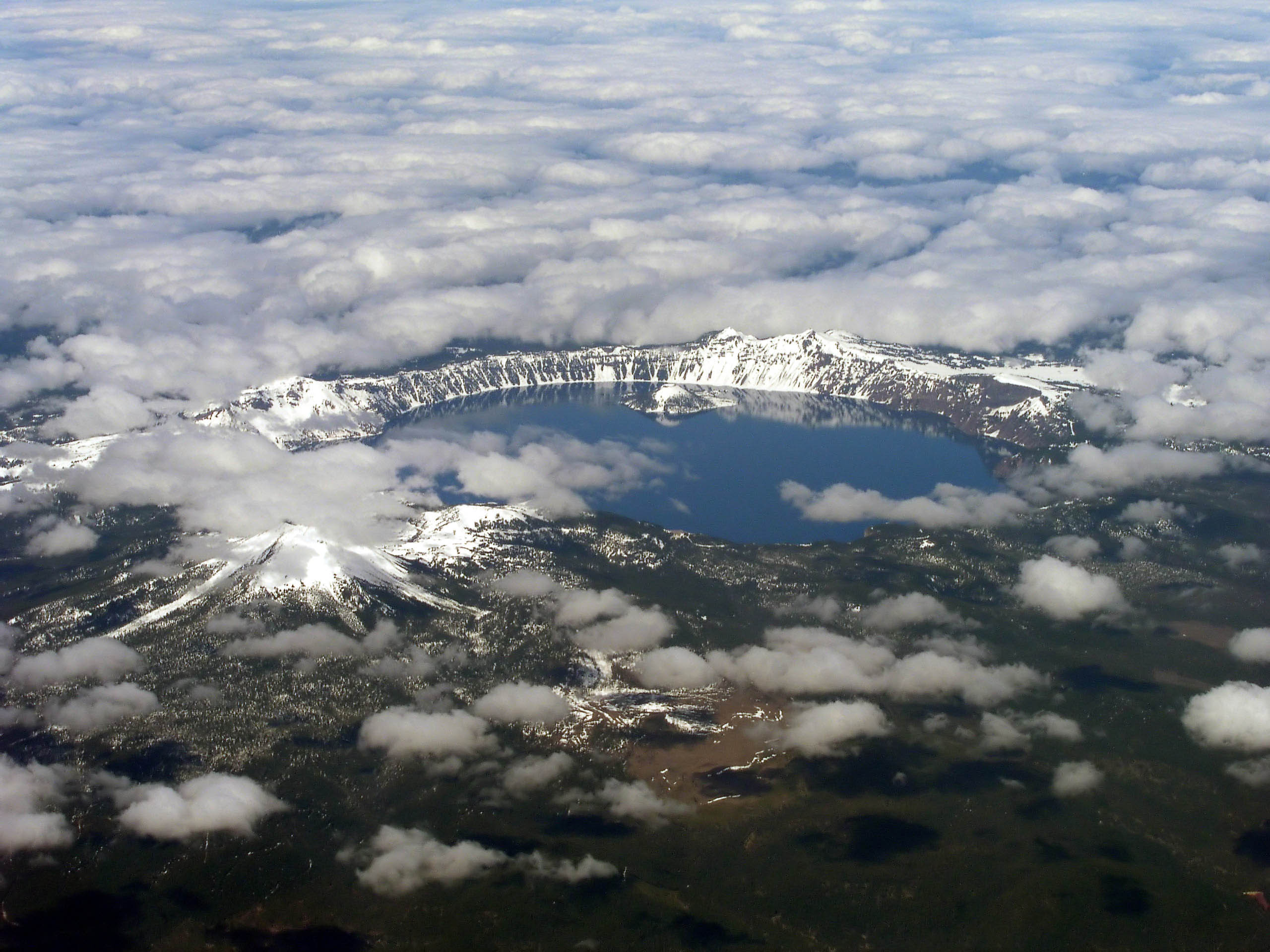
Озеро Крейтер
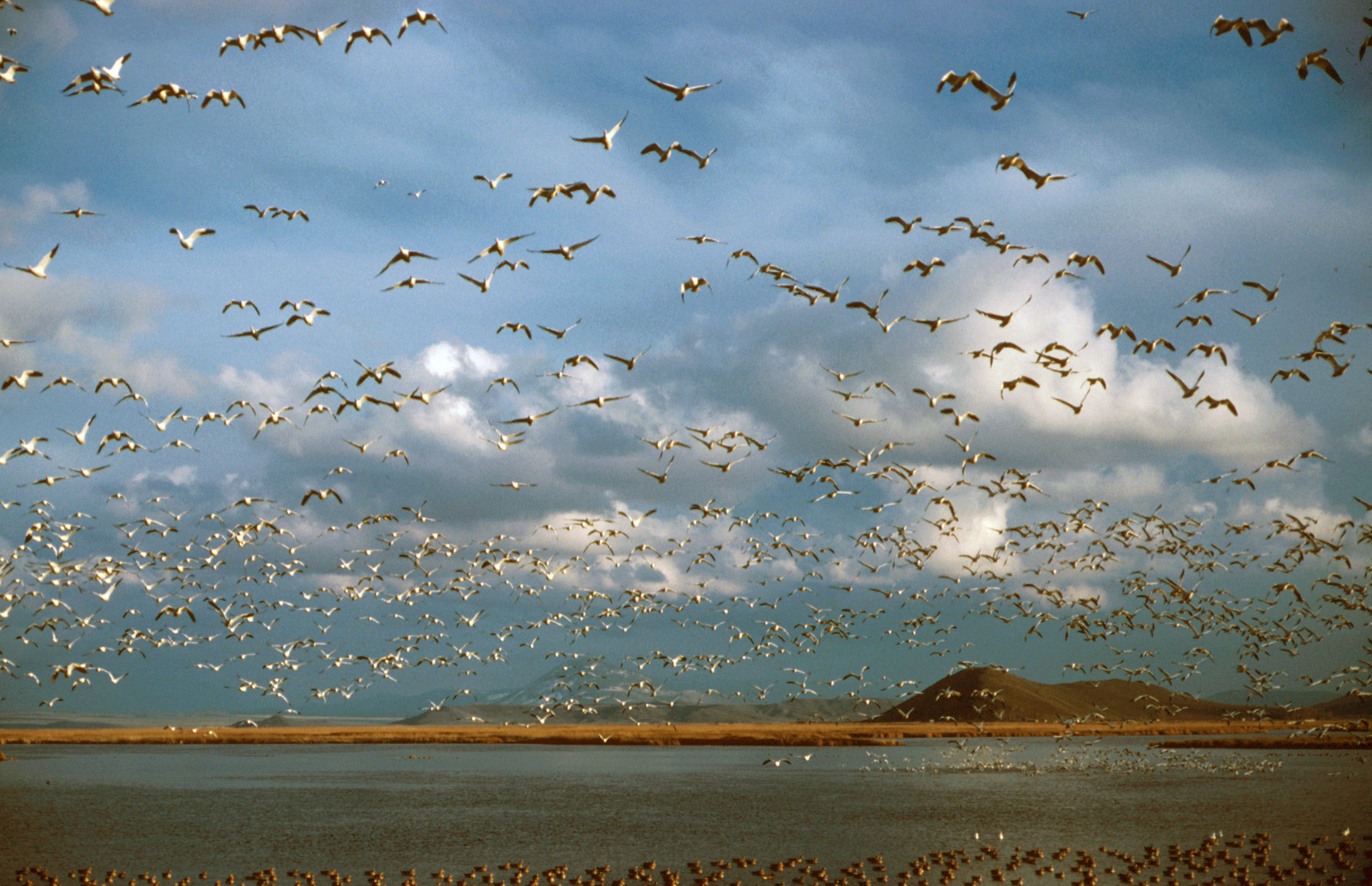
Гуси Росса в национальном заповеднике Лоуэр-Кламат
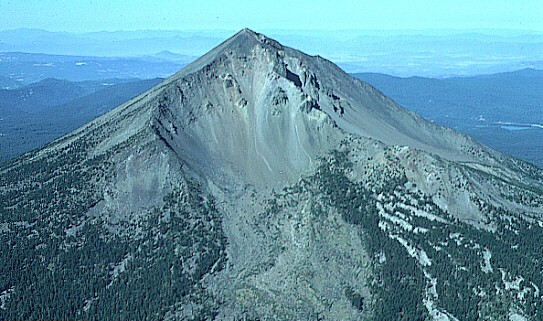
Гора Маклафлин

### Калифорнийская часть

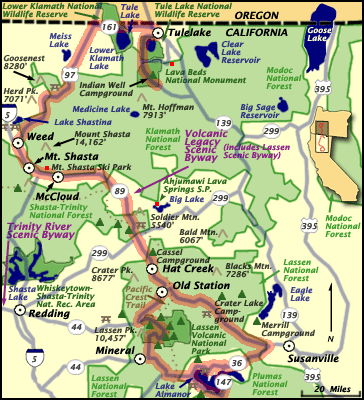
Карта калифорнийской части

Сразу к югу от границы с Орегоном, к северу от города Доррис маршрут разветвляется на восточное направление, по шоссе CSR 161, и на южное — по CSR 139 до городка Тулилейк. Эта часть продолжается на юг вниз по Хилл-Роуд через национальный заповедник озера Тули по западному берегу озера Тули, богатому водно-болотными угодьями и болотами, что сильно контрастирует с суровым ландшафтом национального монумента Лава-Бедс далее по маршруту. Монумент находится на северо-восточном склоне вулкана Медисин-Лейк, крупнейшего по площади вулкана в Каскадных горах.
Основная часть маршрута продолжается на юг по шоссе US 97 вокруг горы Шаста, второго по высоте вулкана в стране, до города Уид. На этом шоссе к северу от Уида находится пещера Плуто, представляющая собой обрушенную лавовую трубку, доступную для самостоятельного обследования. Затем маршрут ненадолго переходит на шоссе I-5, проходит мимо лавовых куполов Блэк-Бьют, а затем меняет направление на восточное по шоссе CSR 89 в городе Маунт-Шаста и направляется к городку Макклауд.
Помимо вулканов, маршрут проходит мимо нескольких водопадов.
После гор Берни и Шугарлоф-Пик маршрут продолжается далее на юг, где он окружает гору Лассен-Пик. По шоссе CSR 44 маршрут идёт на юго-восток, где переходит на CSR 36 и поворачивает на запад. Имеется также объездная дорога вдоль шоссе CSR 147 и −89 вокруг озера Алманор, воссоединяющаяся с CSR 36 в городке Честер. маршрут продолжается по дороге CSR 36 и в национальном парке Лассен-Волканик переходит в CSR 89. После нацпарка маршрут продолжается в восточном направлении по шоссе CSR 44, замыкая петлю.

Природные достопримечательности калифорнийской части
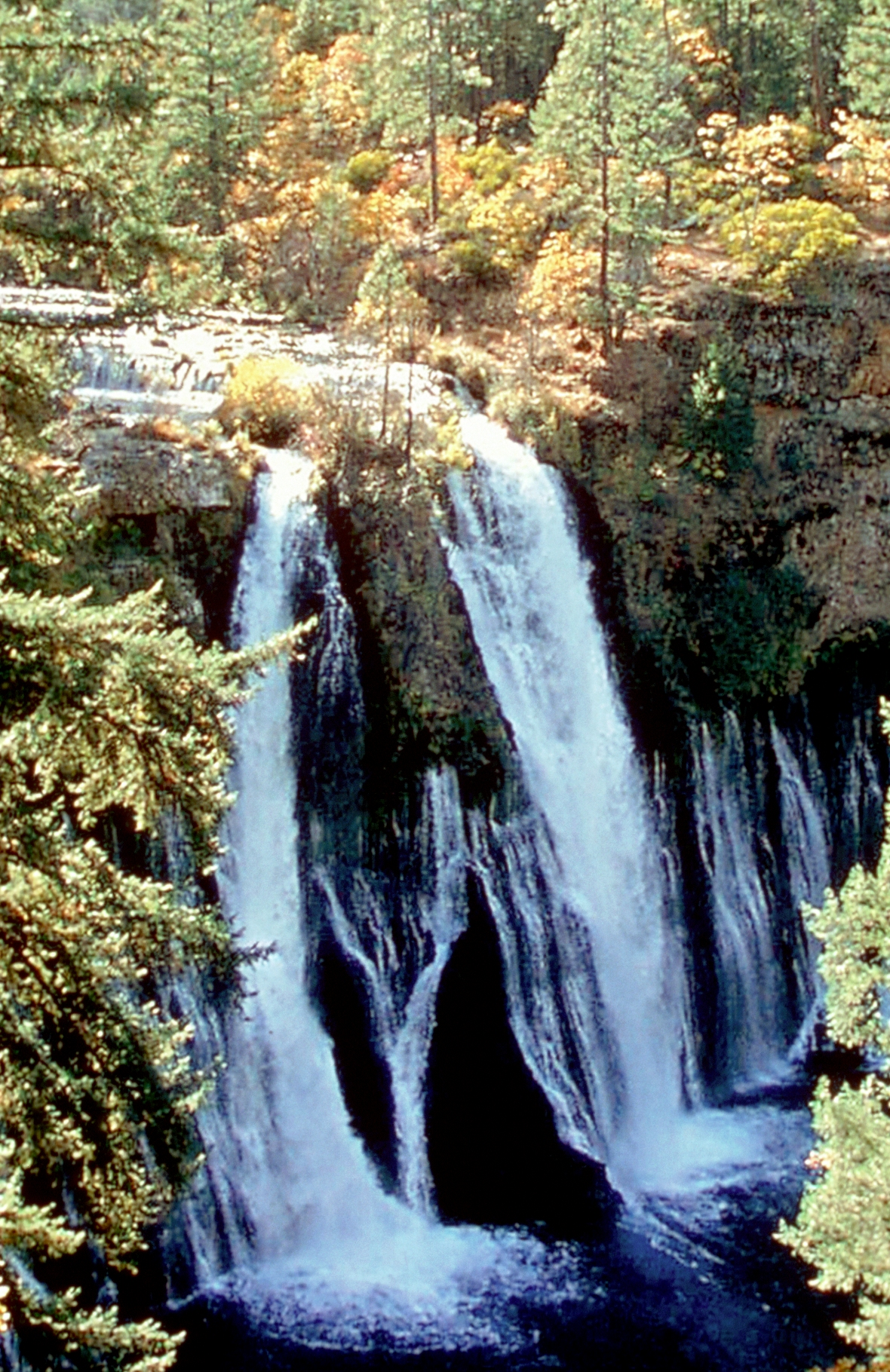
Водопад Берни
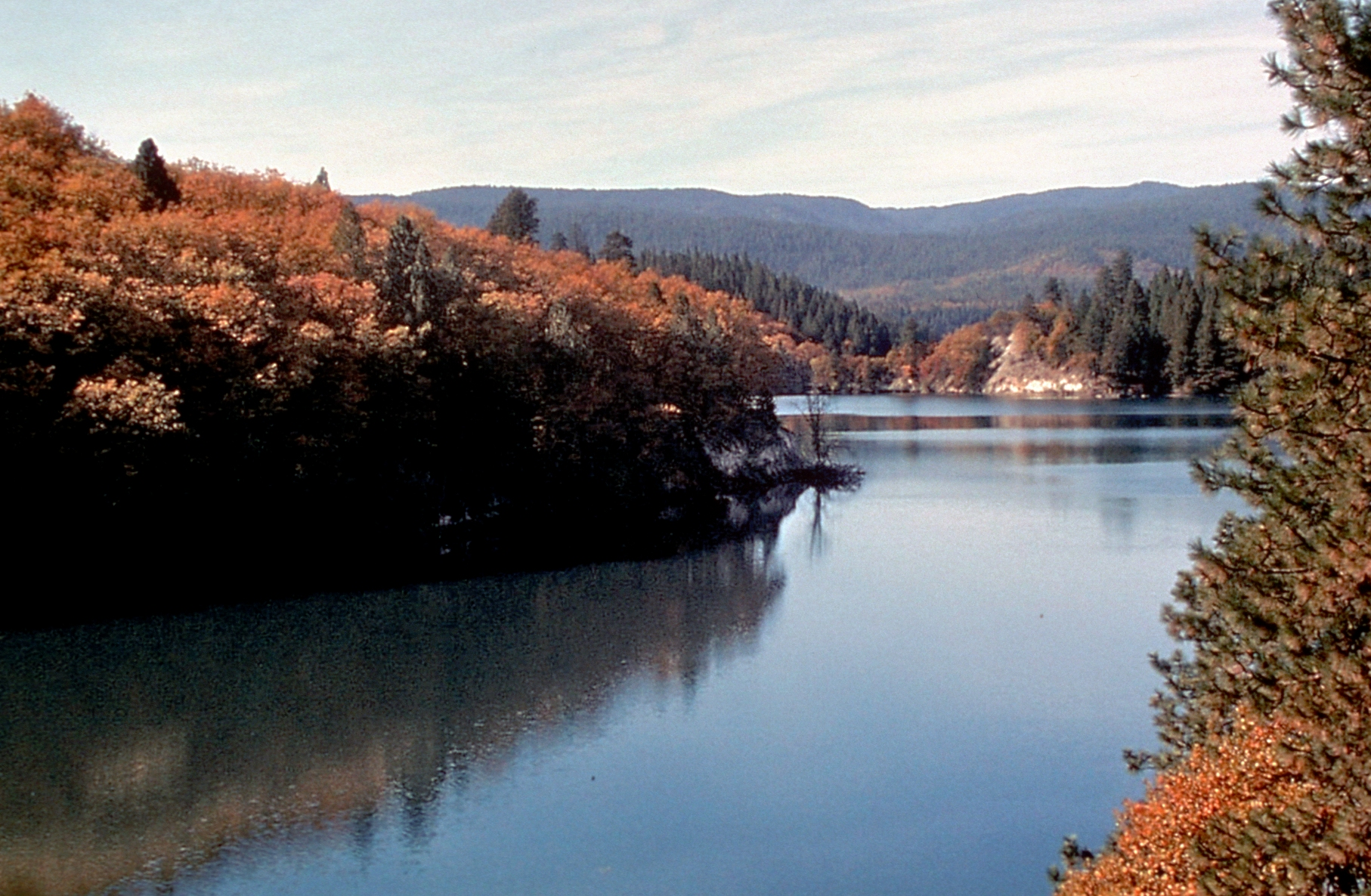
Озеро Бриттон
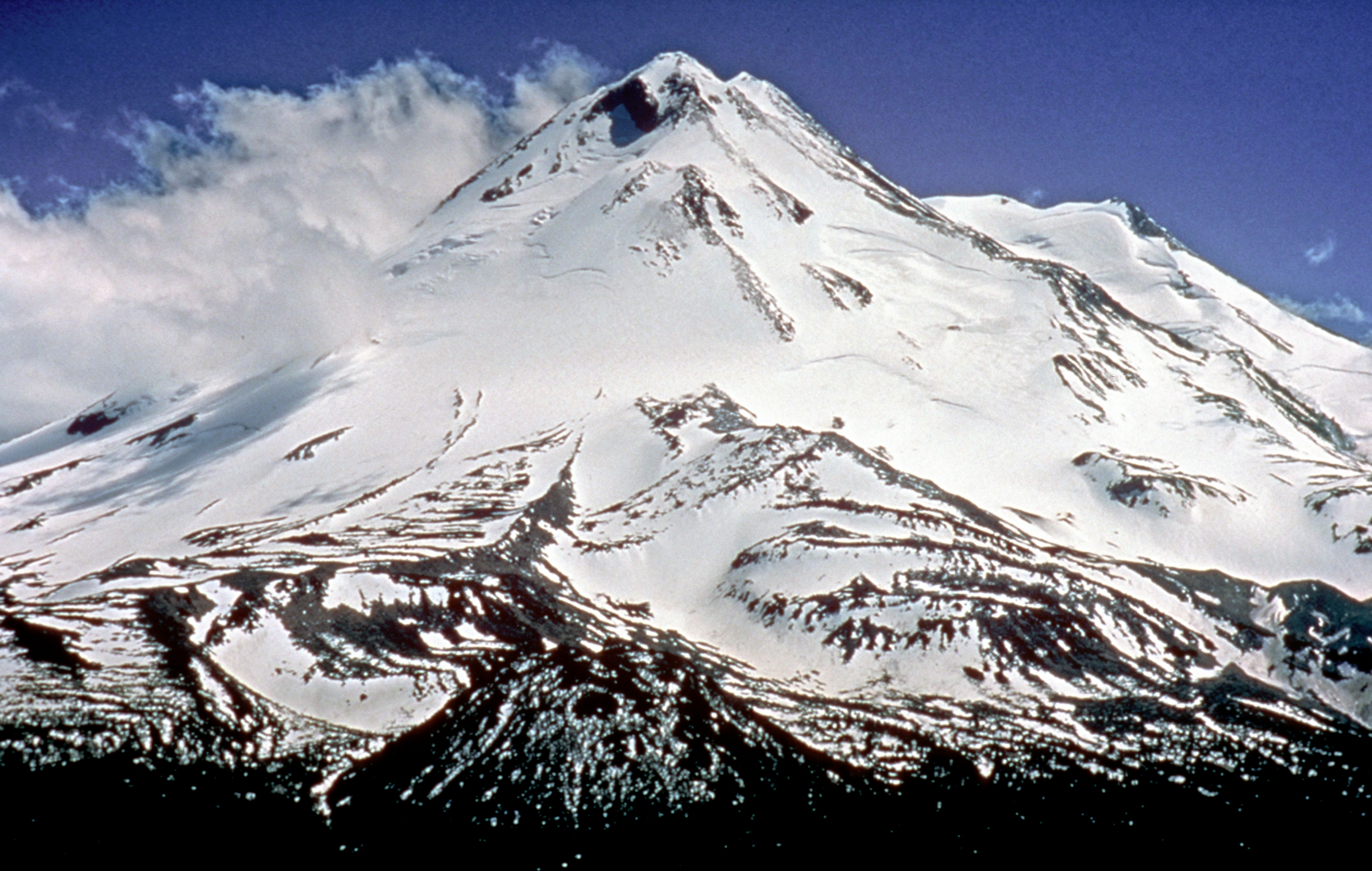
Гора Шаста
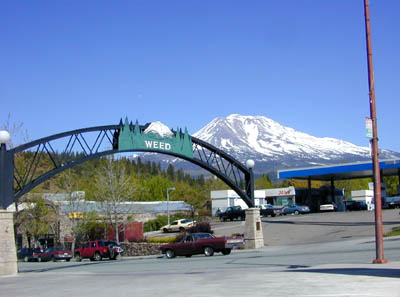
Городок Уид